# Daughters of Bilitis

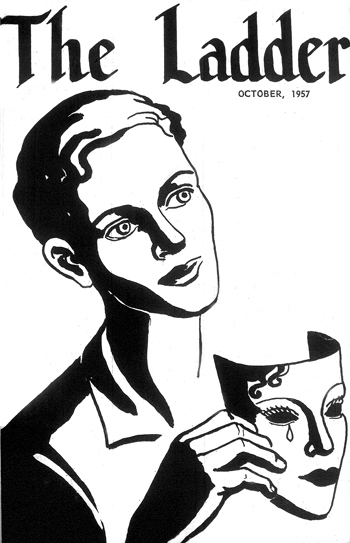
Numero di The Ladder, pubblicazione del DOB dal 1956 al 1972

Le Daughters of Bilitis ("Figlie di Bilitis", anche abbreviato in DOB) furono la prima, e per molti anni anche la principale, organizzazione lesbica statunitense.
L'associazione fu formata a San Francisco nel 1955 da Del Martin e Phyllis Lyon con sei altre donne. La scrittrice  Marion Zimmer Bradley fece parte del gruppo negli anni cinquanta.

## La nascita e lo sviluppo
L'associazione fu concepita come un'alternativa esplicitamente lesbica ad altri gruppi omofili dell'epoca, come la Mattachine Society, la cui dirigenza era in pratica esclusivamente maschile.
La "DOB" si ricollegava idealmente ad altre associazioni femminili del passato come la Daughters of the American Revolution ("Figlie della rivoluzione americana"), la Daughters of the Republic of Texas ("Figlie della Repubblica del Texas") e la United Daughters of the Confederacy ("Figlie Unite della Confederazione").  "Bilitis" è il nome che il poeta francese Pierre Louÿs aveva dato al personaggio, da lui creato, di una poetessa lesbica contemporanea di Saffo nella sua opera Le canzoni di Bilitis (1894).
La pubblicazione periodica della DOB venne chiamata The Ladder ("La scala a pioli") e iniziò nel 1956 con l'aiuto della ONE Inc. e della Mattachine Society, con le quali le DOB mantenevano relazioni amichevoli. Il nome della rivista faceva riferimento alla gerarchia pedagogica di Platone: "la scala della bellezza". Dal 1968 la rivista fu diretta da Barbara Grier.

## La fine
La DOB ebbe influenza nel corso degli anni cinquanta e sessanta, ma venne fatta a pezzi dallo scissionismo negli anni settanta. Le appartenenti all'associazione si divisero sull'idea di appoggiare maggiormente il movimento per i diritti gay, nato dopo i moti di Stonewall nel 1969,  oppure il femminismo.

Infine, nel 1970, le mailing list e i servizi di produzione per The Ladder vennero trafugati e portati via dalla sede di San Francisco dove erano conservati da Rita LaPorte, sua presidente, con la complicità di Barbara Grier. Il periodico alla fine cessò la pubblicazione nel 1972.
Una sezione delle DOB sopravvive ancora a Cambridge.